# Natalie Pinkham
Natalie Jane Pinkham (Buckinghamshire; 21 de septiembre de 1978) es una presentadora de televisión británica y reportera de boxes de Fórmula 1 para Sky Sports F1, que ocupó el mismo puesto para BBC Radio 5 Live en 2011. También es conocida por presentar Police Interceptors Special Edition en 5*. Apareció en Live from Studio Five como presentadora invitada y fue panelista regular en The Wright Stuff.

## Primeros años
Pinkham nació en Buckinghamshire, es hija de madre abogada, y  de padre de promotor inmobiliario, Natalie y su hermano mayor Sam, que presenta el programa matutino de Virgin Radio, se criaron en la casa familiar de Northamptonshire. Pinkham se educó en la Escuela Queenswood, un internado independiente con su compañero presentador y amigo Georgie Thompson; y luego como alumna de día en Rugby School, antes de estudiar política en la Universidad de Nottingham. Una corredora capaz de 800m, abandonó el evento para estudiar en la universidad.

## Carrera
Después de graduarse, se unió a Endemol como investigadora en Ready Steady Cook de BBC Two y luego como asistente de producción en International King of Sports. Luego trabajó para IMG/TWI como asistente de producción en Superstars.
Moviéndose frente a la cámara, fue anfitriona de las carreras TT Isla de Man para Hombres y Motores, reportó em el ATP Finals en los Estados Unidos para Sky Sports y encabezó el Blues News del Chelsea FC. Pinkham fue coanfitriona de la Copa Mundial de ITV4 con Christian O'Connell de Absolute Radio y Steve Bunce de BBC Radio 5 Live durante la Copa Mundial de Fútbol de 2006; además de presentar un espectáculo de la Copa del Mundo en Internet para el sitio de Nobok Sports. En los últimos años, Pinkham también ha sido presentadora de los Premios Internacionales de Rugby con Joel Stransky en 2004; el desfile de moda SALSA en 2004 con Craig Doyle; el evento de recaudación de fondos Aura of Asia de GOAL con Liz Bonnin en 2005 y la cobertura de Extreme Sports Channel de la Euro Beach Soccer League y el sorteo de la Copa Mundial de Beach Soccer con Éric Cantona en 2006. Junto con ITV Fixers «The Big Fix», la cena The Salon Prive y el Boodles Tennis Invitational, todo en 2010.
Pinkham también ha sido presentadora de póquer y se convirtió en la cara de The Poker Channel durante dos años: fue anfitriona del British Poker Open, la World Cup of Poker, The Scandinavian Poker Awards con Mads Mikkelsen en 2007 y un DVD de Cómo jugar al póquer para Virgin Games. También escribió entrevistas con algunos de los mejores profesionales del mundo y filmó el European Poker Tour para Challenge y Eurosport.
Programada para presentar el programa de los viernes por la noche de Heart London a partir de enero de 2008, el 7 de enero de 2008 se anunció oficialmente que competiría en El desafío bajo cero de ITV1, se asociaría con el ruso Andrei Lipanov y aprendería a patinar sobre hielo con Torvill and Dean. Se informó que Pinkham ganó £35,000 por participar, pero salió en la Semana 2 el 20 de enero después de un skate-off con el expresentador de Blue Peter Tim Vincent y su compañera Viktoria Borzenkova.
En 2009, Pinkham coorganizó el Festival de la Velocidad de Goodwood con Steve Rider y en 2009 y 2010 coorganizó el Goodwood Revival con Craig Doyle y Ben Fogle, respectivamente. En 2010, la invitada de Pinkham presentó Live from Studio Five de Channel 5 y continuó siendo panelista regular en The Wright Stuff. También fue anfitriona de la Serie Mundial de Poker Europa para ESPN.
Pinkham escribió artículos regulares para el Mail on Sunday en las secciones de Salud, Viajes y Revisión.
El 13 de enero de 2011 se confirmó que Pinkham se uniría al equipo de comentaristas de la Fórmula 1 de BBC Radio 5 Live como reportera de boxes para la temporada 2011, un puesto que asumió a partir del Gran Premio de Australia de 2011.
En diciembre de 2011, se anunció que estaba trabajando para Sky Sports cubriendo la temporada 2012 de Fórmula 1. Su papel principal para la temporada fue informar en boxes durante las sesiones de práctica, clasificación y carrera junto con otros compromisos como entrevistas. Para 2013, reemplazó a su amiga cercana Georgie Thompson como presentadora de The F1 Show y en los años siguientes se convirtió en un miembro clave del equipo Sky Sports F1.
En 2021, Pinkham se convirtió en la primera mujer en comentar una sesión de Fórmula 1 en la televisión británica cuando dirigió los comentarios de Sky sobre la primera práctica en el Gran Premio de Baréin de 2021, junto a Karun Chandhok y Jenson Button.
En febrero de 2022, presentó el lanzamiento del monoplaza de Mercedes-AMG Petronas F1 Team junto a Naomi Schiff.

## Vida personal
Pinkham está casada con Owain Walbyoff, director general de Endemol Games. En noviembre de 2010 la pareja se comprometió, y se casaron en Portugal en julio de 2012. El 17 de enero de 2015, Pinkham dio a luz a su primer hijo, un hijo llamado Wilfred Otto Walbyoff. El 20 de junio de 2016, dio a luz a su segundo hijo, una hija llamada Willow Mirela Walbyoff.
Pinkham, una gran recaudadora de fondos y activista, forma parte del consejo de administración de Access Sport y es embajadora de la organización benéfica de su madre, KidsAid, y de la Motor Neurone Disease Association. También es patrocinadora de Hope y Homes for Children.